# The Mirror's Truth
«The Mirror's Truth» es el primer sencillo del álbum de In Flames A Sense of Purpose como promocional para el álbum antes de su lanzamiento. El disco incluye el sencillo más tres canciones, dos de las cuales son inéditas y no aparecen en el álbum. El sencillo está disponible en Europa a través de Hot Topic, y en Norteamérica a través de la tienda virtual de iTunes . El diseño de la carátula fue elaborado por Álex Pardee quien diseñó también la portada de A Sense of Purpose. Los pequeños fragmentos de las canciones que fueron publicadas en tiendas en línea ahora pueden ser encontrados en sus versiones completas en YouTube.
El video musical fue lanzado en una planta nuclear abandonada en Scharins, Skellefteå, Suecia, y debutó en su MySpace el 18 de febrero. El sencillo fue una de las canciones elegidas para la banda sonora del videojuego Madden NFL 09.
Una versión anterior de la canción "Abnegation" fue incluida en el CD recopilatorio Viva la Bands, Volume 2.

## Lista de canciones
| N.º | Título               | Duración |  |
| 1.  | «The Mirror's Truth» | 3:02     |  |
| 2.  | «Eraser»             | 3:22     |  |
| 3.  | «Tilt»               | 3:49     |  |
| 4.  | «Abnegation»         | 3:43     |  |

## Créditos
- Anders Fridén – voz
- Jesper Strömblad – guitarra
- Björn Gelotte – guitarra
- Peter Iwers – bajo
- Daniel Svensson – batería